# 小行星4366
小行星4366（英語：4366 Venikagan）是一颗围绕太阳公转的小行星。1979年12月24日，柳德米拉·瓦斯列娜·朱然勒娃在克里米亚发现了此天体。
这颗小行星的绝对星等为87.76126等。